# Codrii seculari de la Strâmbu - Băiuț
Codrii seculari de la Strâmbu - Băiuț este un sit de importanță comunitară (SCI) desemnat în scopul protejării biodiversității și menținerii într-o stare de conservare favorabilă a florei spontane și faunei sălbatice, precum și a habitatelor naturale de interes comunitar aflate în arealul zonei protejate. Acesta este situat în partea nord-vestică României, pe teritoriul administrativ al județelui Maramureș.

## Localizare
Aria naturală se întinde în partea sud-estică a județului Maramureș, pe teritoriile administrative ale comunelor Băiuț, Botiza și Lăpuș, în apropierea drumului județean DJ109F, care leagă orașul Târgu Lăpuș de Cavnic.

## Înființare
Arealul Codrii seculari de la Strâmbu - Băiuț, cu o suprafață de 2.962,4 hectare, a fost declarat sit de importanță comunitară prin Ordinul nr. 2.387 din 29 septembrie 2011 (pentru modificarea Ordinului ministrului mediului și dezvoltării durabile nr. 1.964/2007 privind instituirea regimului de arie naturală protejată a siturilor de importanță comunitară, ca parte integrantă a rețelei ecologice europene Natura 2000 în România).

## Biodiversitate
Situl dispune de șase tipuri de habitate naturale: Păduri acidofile de Picea abies din regiunea montană (Vaccinio-Piceetea), Păduri dacice de fag (Symphyto-Fagion), Fânețe montane, Turbării cu vegetație forestieră, Turbării active și Comunități de lizieră cu ierburi înalte higrofile de la nivelul câmpiilor, până la cel montan și alpin. Încadrat în regiune biogeografică alpină) situl adăpostește arii extinse acoperite cu păduri de foioase, păduri de conifere, păduri de amestec, păduri în tranziție, pajiști naturale și stepe.
În arealul sitului (la nivelul ierburilor) sunt întâlnite mai multe specii floristice, printre care: drobiță (Genista tinctoria), sânziană (Galium verum), păius (Festuca heterophylla), ventrilică (Veronica officinalis), clopoțel (Campanula persicifolia), frăgurel (Potentilla micrantha), drob (Chamaecytisus hirsutus), toporași (Viola odorata) sau trifoi-mărunt (Medicago lupulina).
La baza desemnării sitului se află câteva specii faunistice enumerate în anexa I-a a Directivei Consiliului European 92/43/CE din 21 mai 1992 (privind conservarea habitatelor naturale și a speciilor de faună și floră sălbatică) și aflate pe lista roșie a IUCN; printre care: cerb (Cervus elaphus L.), căprioară (Capreolus capreolus), urs brun (Ursus arctos), lup (Canis lupus), mistreț (Sus scrofa), vulpe (Vulpes vulpes crucigera), râs (Lynx), buhai de baltă cu burtă galbenă (Bombina veriegata), croitorul de fag (Rosalia alpina) și trei specii de cărăbuși (Carabus zawadzkii, Carabus hampei, Carabus variolosus).